# Uysanus faecaria
Uysanus faecaria är en insektsart som först beskrevs av Stsl 1866.  Uysanus faecaria ingår i släktet Uysanus och familjen Flatidae. Inga underarter finns listade i Catalogue of Life.